# フライドフィッシュ

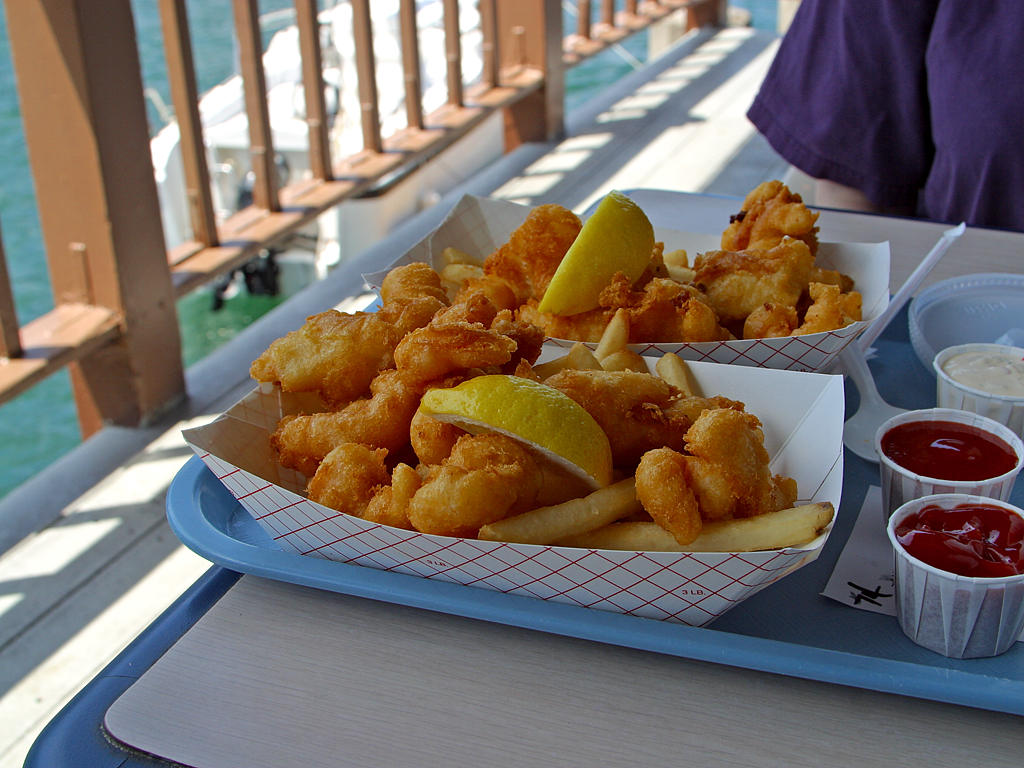
サンディエゴのフィッシュ・アンド・チップスのレモン、ケチャップ、タルタルソース添え

フライドフィッシュ（英語: Fried fish）は、魚貝類を揚げた料理。通常、魚を揚げる前に衣、穀粉、ハーブ、香辛料を付ける。 
魚は世界各地で揚げ料理にされ、多くの食文化において重要な食品である。西洋の食文化では、フライドフィッシュはペスカド・フリートに起源を持つものがあり、イギリス料理のフィッシュ・アンド・チップスもこれに影響を受けた。フィッシュ・アンド・チップスはイギリスや同国の植民地であった国々でテイクアウトの代表的食品として定着した。またタイセイヨウダラ（またはコダラやホワイティングなどの白身魚）を使ったフィッシュケーキのフライは、アメリカ合衆国の食料品店の冷凍食品コーナーで広く売られている商品である。一部のファストフード店ではマクドナルドのフィレオフィッシュのようにフィッシュケーキを使ったサンドイッチを提供し、ロング・ジョン・シルヴァース、スキッパーズ・シーフード&チャウダー・ハウス、キャプテンD、アーサー・トリーチャーのようにフライドフィッシュを名物料理とする北アメリカのチェーン店もある。
養殖物のナマズ類は世界中でフライにして食される。フランス料理ではムニエルが代表的なフライドフィッシュである。

## 種類
| 名前                         | 画像 | 説明 |
| ---------------------------- | ---- | --- |
| ペスカド・フリート           |      | 魚（青魚か白身魚）に小麦粉を付けてオリーブオイルで揚げたアンダルシア地方の料理。味付けは塩を振りかけるだけである。スペインのユダヤ人が17世紀にイングランドへ持ち込み、フィッシュ・アンド・チップスの発展を補助した。 |
| フィッシュ・アンド・チップス |      | 衣を付けて揚げた魚にフライドポテトを添えたもの。イギリス、アイルランド、オーストラリア、ニュージーランド、カナダ、南アフリカでは人気のテイクアウト食品である。                                                       |
| フィッシュケーキ             |      | 魚の切り身とジャガイモを素揚げ、またはパン粉や穀粉を付けて揚げるか、フライパンで両面を焼いたもの。クロケットに似ており、イギリスのフィッシュ・アンド・チップス店の定番メニューである。                               |
| 揚げかまぼこ                 |      | ペースト状の練り物を揚げて固めたもの。鹿児島県の薩摩揚げや徳島県のフィッシュカツ、九州北部の魚ロッケなどが有名。沖縄県では「チキアギ」と呼ばれる。                                                                   |
| フィッシュフライ             |      | 衣を付けて揚げた魚。通常コールスロー、ハッシュパピー、レモンスライス、タルタルソース、麦芽酢、デザートを添えて供される。                                                                                             |
| 白身魚のフライ               |      | タラなどの白身魚に衣を付けて揚げたもの。 |
| エビフライ                   |      | エビに衣を付けて揚げたもの。日本の弁当の代表的な食材の1つ。 |
| フライドシュリンプ           |      | 主に植物油で衣を付けた小形のエビを揚げたもの。 |
| 天ぷら                       |      | 衣を付けて魚介類や野菜を揚げた日本料理。 |
| シラスのフリッター           |      | シラスは小魚の総称で、柔らかな食用魚であり、頭から内臓、尾まで食べられる。ニュージーランドではシラスに卵または卵白を加えてオムレツ状のフリッターにする。                                                             |
| マーチ・バジャ               |      | マスタードオイルで魚を揚げた料理。伝統的なベンガル料理・オリッサ料理であり、米などと合わせて食べる。「マーチ」が魚、「バジャ」がフライの意味である。                                                                 |
| フライドローフー             |      | バングラデシュのダッカで食されるローフーの揚げ物。 |